# Мотланте, Кгалема
Кга́лема (Кхалема) Пе́трус Мотла́нте (тсвана Kgalema Petrus Motlanthe [ˈkxɑ.lɪ.mɑ mʊ.ˈtɬʼɑ.n.tʰɛ]; род. 19 июля 1949, Йоханнесбург, ЮАС) — бывший президент ЮАР и вице-президент АНК. Первый тсванаговорящий президент ЮАР.

## Биография
1977—1987 — отбывал 10-летнее заключение на острове-тюрьме Роббен.
1992—1997 — генеральный секретарь Национального союза горняков.
1997—2007 — генеральный секретарь АНК.
С 2007 года — вице-президент АНК.
С 20 мая 2008 года — депутат Парламента ЮАР и министр ЮАР без портфеля.
25 сентября 2008 года, после отставки президента Табо Мбеки, Мотланте был избран президентом Южно-Африканской Республики на период до окончания второго срока Мбеки. 9 мая 2009 года президентом ЮАР стал Джейкоб Зума, Мотланте стал вице-президентом.

## Семья
Женат, трое детей.